# Ибрахим аль-Харби
Абу Исхак Ибрахи́м ибн Исха́к аль-Харби́ (араб. إبراهيم بن إسحاق الحربي‎, 813, аль-Харбийя, близ Багдада — 898, Багдад, совр. Ирак) — мухаддис, языковед, правовед ханбалитского мазхаба, ученик Ахмада ибн Ханбаля.

## Биография
Его полное имя: Абу Исхак Ибрахим ибн Исхак ибн Ибрахим ибн Башир аль-Багдади аль-Харби (араб. أبو إسحاق ، إبراهيم بن إسحاق بن إبراهيم بن بشير البغدادي ، الحربي‎). По происхождению из Мерва, родился в 813 году в селении аль-Харбийя (араб. الحربية‎) близ Багдада. Обучался у Ахмада ибн Ханбаля, Абуль-Валида ат-Таялиси, Ибн Абу Шейбы и др. От него передавали хадисы: Абу Бакр Ахмад ибн Джафар аль-Кати’и, Абу Бакр ан-Наджжад, Мухаммад ибн Мухаллад аль-’Аттар и множество других улемов.
О нём хорошо отзывались такие улемы, как аль-Хатиб аль-Багдади, Исмаил ибн Исхак аль-Кади, Мухаммад ибн Салих аль-Кади, Абуль-Аббас Са’лаб. Когда Абу Абдуррахман ас-Сулами спросил ад-Даракутни о нём, он сказал: «Он был равен Ахмаду ибн Ханбалю в аскетизме, знаниях и набожности». Сообщается, что халиф аль-Мутадид Биллах несколько раз посылал ему богатые дары, которые аль-Харби отвергал.
Согласно аль-Хатибу и прочим, Ибрахим аль-Харби скончался за семь дней до конца месяца Зуль-хиджа в 285 году по хиджре (898 год) и был похоронен в Багдаде. Погребальную молитву над ним освершил Юсуф аль-Кади.